# Эспаньола (Нью-Мексико)
Эспаньола (англ. Española) — город на юго-западе США в штате Нью-Мексико. Основная часть расположена в округе Рио-Арриба, а часть в округе Санта-Фе. Население 9549 человек (оценка 2007).

## Достопримечательности
- В городе находится Мемориальный парк Вьетнам Ветеранс посвящённый американским военным, воевавшим во Вьетнамской войне.
- В городе находится музей Bond House Museum.